# T8AA-FM
T8AA-FM (просторечное название «Голос Палау», англ. Voice of Palau) — радиостанция в штате Корор, Палау. Одна из двух главных вещающих радиостанций на Палау, второй является T8AA-AM. Также на Палау вещают японские и американские радио. Частота — 87,9 кГц. Разрешение вещания было выдано правительством Палау. Языки вещания — палау и английский.